# Vermeș
Vermeș is een Roemeense gemeente in het district Caraș-Severin.
Vermeș telt 1728 inwoners.